# 亮红树萝卜
亮红树萝卜（学名：Agapetes mitrarioides）为杜鹃花科树萝卜属下的一个种。

## 扩展阅读
- 維基物種上的相關：亮红树萝卜